# Ulica Karczunkowska w Warszawie
Ulica Karczunkowska – ulica w warszawskiej dzielnicy Ursynów.

## Położenie i charakterystyka
Ulica biegnie w warszawskiej dzielnicy Ursynów od skrzyżowania z ulicą Puławską i Karmazynową do granicy miasta. Na całej długości ma status drogi powiatowej (nr 5602W). Na wschodnim odcinku stanowi granicę pomiędzy obszarami Miejskiego Systemu Informacji Jeziorki Południowe i Dąbrówka. Łączy Warszawę z gminą Lesznowola, a także Ursynów z drogą ekspresową S7 – w związku z tym planuje się rozbudowę ulicy.
Przebieg drogi w miejscu późniejszej ulicy zaznaczony został na mapach z 1911 roku (Karte des Westlichen Russlands). Nazwa ulicy pochodzi od byłej miejscowości Karczunek, do której prowadziła droga. Etymologia nazwy jest też powiązana z karczowaniem. Teren ten został włączony w 1951 roku w granice Warszawy. W 2023 roku przebieg ulicy skorygowano na zachodnim krańcu.
Długość ulicy wynosi około 2,35 km. Na swoim biegu przecina linie kolejowe nr 8 i nr 937, na których zlokalizowano przystanek Warszawa Jeziorki. Wiadukt nad torami wybudowano w latach 2017–2019. W listopadzie 2022 roku otwarto w pobliżu przystanku parking „Parkuj i Jedź”.
Na północ od ulicy, w okolicy przystanku kolejowego Warszawa Jeziorki, znajduje się jednostka pomocnicza gminy „Osiedle Etap”. Na tym samym odcinku drogi, po jej południowej stronie, na 15-hektarowym obszarze należącym do Skarbu Państwa planuje się wybudowanie dużego osiedla mieszkaniowego z ok. 2,7 tys. mieszkań o nazwie „Nowe Jeziorki”.